# Gamarús del pare David
El gamarús del pare David (Strix uralensis davidi) és un tàxon d'ocell de la família dels estrígids (Strigidae) A que habita els boscos de les muntanyes del centre de la Xina. Actualment és considerat una subespècie del gamarús dels Urals

## Taxonomia
Anteriorment aquest tàxon era considerat una espècie de ple dret pel Congrés Ornitològic Internacional, però en la seva llista mundial d'ocells (versió 12.2, gener 2022) fou degradat al rang de subespècie del gamarús dels Urals (Strix uralensis) al demostrar-se un ampli solapament en acústica i plomatge. Aquest criteri ja era seguit pel Handook of the Birds of the World i la quarta versió de la BirdLife International Checklist of the birds of the world (Desembre 2019).